# 후지와라노 우오나

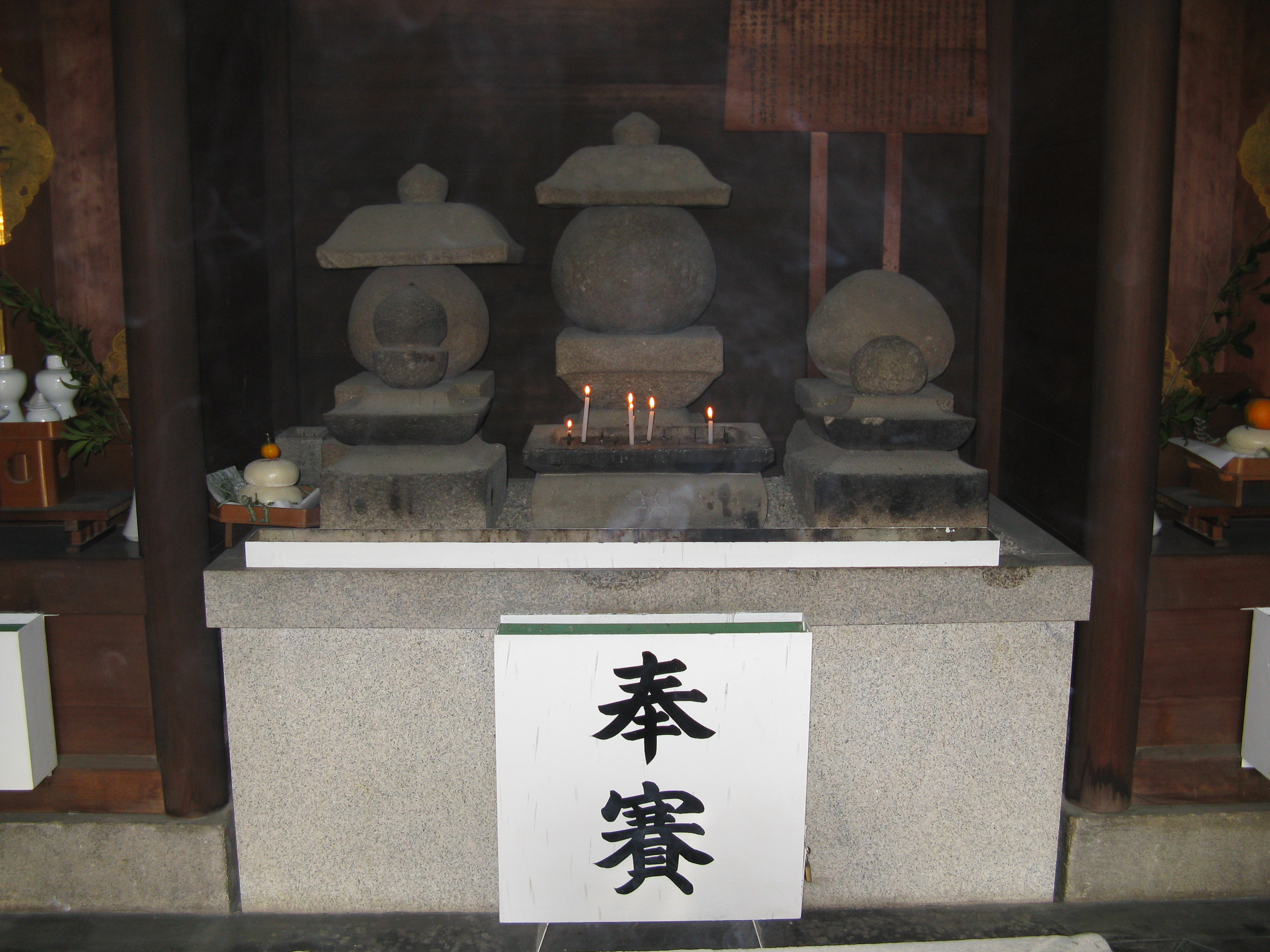

후지와라노 우오나(藤原魚名, ふじわら の うおな)는 일본 나라 시대(奈良時代)의 구교(公卿)이다. 후지와라 홋케(藤原北家)로써 산기(参議)였던 후지와라노 후사사키(藤原房前)의 다섯째 아들로, 관위는 정2위(正二位) ・ 좌대신(左大臣)이었다.

## 생애
쇼무 천황(聖武天皇) 치세인 덴표(天平) 20년(748년) 종5위하(従五位下) 작을 받고 시종(侍従)에 임명되었다.
덴표쇼호(天平勝宝) 9년(757년) 5월에 후지와라노 나카마로(藤原仲麻呂)가 자미내상(紫微内相)에 임명되고 권력을 장악한 직후 우오나도 종5위상(従五位上)으로 승진하였으며, 덴표호지(天平宝字) 3년(759년) 정5위상(正五位上)、5년(761년) 종4위하(従四位下)가 되는 등 준닌 천황(淳仁天皇)의 치세에서 순조롭게 승진하였다. 덴표호지 8년(764년) 고켄 상황(孝謙上皇)과의 알력에서 권력을 잃게 된 후지와라노 나카마로가 난을 일으켰을 때, 후지와라노 우오나는 상황의 편에 섰던 것으로 보이며, 난이 진압되고 얼마 되지 않아 궁내경(宮内卿)에 임명되고 이듬해인 덴표진고(天平神護) 원년(765년) 정월에는 2계급 승진하여 정4위하(正四位下)가 되었으며, 이듬해 종3위에 서임되어 구교(公卿)의 반열에 올랐다. 진고케이운(神護景雲) 2년(768년) 산기(参議)로 임명되는 등, 쇼토쿠 천황(称徳天皇)의 치세에서도 후지와라노 우오나는 여전히 중용되었다.
진고케이운 4년(770년) 8월에 쇼토쿠 천황이 붕어하자, 우오나는 후지와라 일문인 좌대신(左大臣) 나가테(永手) ・ 스쿠나마로(宿奈麻呂, 훗날의 요시쓰구良継) ・ 모모카와(百川) 등과 함께 덴지 천황(天智天皇)의 손자인 시라카베 왕(白壁王)을 고닌 천황(光仁天皇)으로 옹립하고, 쇼토쿠 천황의 조정에서 태정대신선사(太政大臣禪師)로 임명되어 권력을 쥐고 있던 승려 도쿄(道鏡)를 배제시켰다. 10월에는 고닌 천황의 즉위에 수반해 천황 즉위에 공을 세운 자들의 논공행상으로써 관직 임명이 이루어졌고、후지와라노 우오나는 정3위(正三位)로 임명되고 있다. 나아가 이듬해인 호키(宝亀) 2년(771년)에는 후지와라노 나가테가 사망하고, 앞서 후지와라노 나카마로 진압에도 가담하는 등 쇼토쿠 천황의 조정의 실력자였던 우대신(右大臣) 기비노 마키비(吉備真備)도 관직에서 물러나, 앞서 산기로 임명되었던 이시카와 도요나리(石川豊成) ・ 후지와라노 나와마로(藤原縄麻呂) ・ 이소노카미노 야카쓰구(石上宅嗣)가 주나곤(中納言)으로 승진하는 것을 앞질러버리듯 우오나는 산기에서 일거에 다이나곤(大納言)으로 승진하는 등, 고닌 천황을 중심으로 하는 정치체제 속에서 후지와라노 우오나는 급속히 두각을 드러냈다. 다만 이 다이나곤 발탁에 대해서는 후지와라노 우오나 자신의 정치적 광적이나 역량에 의한 것이라기보다 나가테가 사망하고 후지와라 홋케 출신의 구교가 우오나 한 사람밖에 남지 않았던(후지와라노 기요카와(藤原清河)는 당에 있었다.) 상황 속에서 후지와라 씨 일족의 연대를 도모하기 위해서 인사면에서 후지와라 난케(南家) ・ 홋케 ・ 시키케(式家)의 균형을 잡으려 한 결과였다고 여겨지고 있다.
고닌 천황의 치세 초기에서 중기에 걸쳐 후지와라노 요시쓰구(藤原良継) 이하 시키케(式家)가 주도하던 정치체제 속에서 후지와라노 우오나는 홋케(北家)의 대표로써 확고한 정치적 지위를 쌓아올렸던 것으로 보이며 이 사이에 근위대장(近衛大将)이나 중무경(中務卿)을 겸임하는 한편으로 호키(宝亀) 8년(777년) 정월에는 종2위(従二位)에 서임되었다. 3월에는 고닌 천황 자신이 다이나곤(大納言)의 조사(曹司)로 행차하기도 했다. 9월에 내대신(内大臣) ・ 후지와라노 요시쓰구가 사망하고 후임으로 조카 이에요리(家依)를 산기로 등용하는 등 태정관(太政官)에 있어 우오나의 발언력은 급속히 증가한다. 호키 9년(778년) 3월에는 내신(内臣)으로 임명되어 우오나가 정치를 주도하는 것이 명확해졌다.
한편 우오나는 고닌 천황의 신뢰가 두터웠던 것으로 보이는데, 얼마 되지 않아 내신(内臣)의 관직명을 「충신」(忠臣)으로 고치고 있다. 호키 10년(779년) 정월에 내대신으로 임명되어, 이후의 태정관부(太政官符)를 발급하는 주체는 대부분 우오나가 점유하게 되었고, 태정관의 수반인 우대신 오오나카토미노 기요마로(大中臣清麻呂)도 뛰어넘어 우오나가 실질적인 정치를 주도하는 모양새가 엿보이게 된다. 덴오(天応) 원년(781년) 정월에 정2위(正二位)로 서임, 위계상으로써도 오오나카토미노 기요마로와 대등하게 된다. 4월에는 간무 천황(桓武天皇)이 즉위하고 6월에는 우대신 기요마로가 은퇴, 후지와라노 우오나는 좌대신으로 승진하였고 태정관의 수반이 된다.
그러나 이듬해인 덴오 2년(782년) 6월에 후지와라노 우오나는 돌연 좌대신 관직에서 파면되고 다자이노소치(大宰帥)로써 다자이후(大宰府)로 부임할 것을 강요받는다. 후지와라노 우오나의 좌대신 파면의 원인은 분명하지 않으나, 천황 전제주의를 지향하던 간무 천황과 태정관의 수반으로써 의정관(議政官)의 의향을 정치 권력의 기틀로 삼고 천황 권력의 견제를 도모했던 후지와라노 우오나의 입장 차이가 그 배경이었던 것으로 여겨지고 있다. 그리고 그 직접적인 원인으로는 후지와라노 우오나의 손녀딸 후지와라노 오쿠소(藤原小屎)가 간무 천황의 후궁으로 입궐한 상황에서, 정식으로 후궁에 들지는 않았지만 이미 간무 천황의 사이에서 황자를 두고 있던 후지와라노 오토무로(藤原乙牟漏) ・ 후지와라노 요시코(藤原吉子)를 정식으로 간무 천황의 부인(夫人)으로 들이는 것에 후지와라노 우오나가 반대했거나 혹은 자신의 손녀딸도 부인으로 들여야 한다고 고집하다 간무 천황의 심기를 건드렸다는 견해도 있다. 한편 후지와라노 우오나와 마찬가지로 다카토리(鷹取)는 이와미노스케(石見介), 스에시게(末茂)는 도사노스케(土佐介)로 각각 좌천되고 마와시(真鷲)는 아버지와 함께 다자이후로 내려갔다.
다자이후로 내려가던 도중에 셋쓰국(摂津国) 도요시마 군(豊島郡)에서 후지와라노 우오나는 병을 얻었고 가와베 군(河辺郡)에 있던 자신의 별장에서 머무르며 치료하는 것을 허락받았다. 이듬해인 엔랴쿠(延暦) 2년(783년) 5월에 후지와라노 우오나는 헤이조쿄(平城京)로 소환되었으나、두 달 뒤인 7월 25일에 사망하였다. 향년 63세였다. 후지와라노 우오나의 최종 관위는 다자이노소치 정2위(正二位)였다.
후지와라노 우오나가 죽고 얼마 되지 않아 간무 천황은 그에게 좌대신 관직을 추증하고 그의 좌대신 관직 면직에 관련된 조칙(詔勅)이나 관부(官符) 등의 문서도 불사르도록 명하는 등, 후지와라노 우오나의 명예를 회복시켰다.
일본의 오사카부(大阪府) 도요나카시(豊中市)에 소재한 신사인 핫토리 덴진구(服部天神宮)의 전신의 하나가 후지와라노 우오나의 묘소에서 비롯되었다고 전하고 있으며, 덴진구 경내에는 「가와베 좌대신(川辺左大臣) 후지와라노 우오나의 묘」가 남아 있다. 또한 핫토리 덴진구에는 우오나가 사망하고 약 100여 년 뒤에 마찬가지로 다자이후로 좌천되었던 스가와라노 미치자네(菅原道真)의 전설이 전하고 있다.

## 관직 연혁
※특별히 주기가 없는 경우 『속일본기』(続日本紀)의 기술에 따라 기술합니다.
- 시기 불명 : 정6위상
- 덴표 20년(748년) 2월 19일 : 종5위하、시종(侍従)[9]
- 덴표쇼호 9년(757년) 5월 20일 : 종5위상
- 덴표호지 2년(758년) 4월 14일 : 빗추노카미(備中守)
- 덴표호지 3년(759년) 6월 16일 : 정5위상(越階). 11월 5일 : 가즈사노카미(上総守)
- 덴표호지 5년(761년) 정월 2일 : 종4위하
- 덴표호지 8년(764년) 9월 25일 : 궁내경(宮内卿)
- 덴표진고 원년(765년) 정월 7일 : 정4위하(위계를 뛰어넘어 임명됨).
- 덴표진고 2년(766년) 11월 5일 : 종3위
- 진고케이운 2년(768년) 2월 18일 : 산기(参議)
- 시기 불명 : 대장경(大蔵卿)을 겸함.[9]
- 진고케이운 3년(769년) 8월 19일 : 사쿄노다이후(左京大夫)를 겸함
- 진고케이운 4년(770년) 8월 28일 : 단바노카미(但馬守)를 겸함. 10월 1일 : 정3위
- 호키 2년(771년) 3월 13일 : 다이나곤(중납언을 넘지 않음)
- 호키 4년(773년) 날짜 불명 : 근위대장을 겸함[9]
- 호키 5년(774년) 9월 4일 : 중무경(中務卿)을 겸함
- 호키 8년(777년) 정월 4일 : 종2위. 10월 13일 : 다자이노소치를 겸함
- 호키 9년(778년) 3월 3일 : 내신(内臣). 3월 30일 : 충신(忠臣)
- 호키 10년(779년) 정월 1일 : 내대신(内大臣)、근위대장 및 다자이노소치는 예전대로
- 덴오 원년(781년) 정월 12일 : 정2위. 6월 27일 : 좌대신 겸 다자이노소치
- 덴오 2년(782년) 6월 14일 : 좌대신 면직. 7월 25일 : 사망(다자이노소치 정2위)
- 엔랴쿠 2년(783년) 7월 30일 : 좌대신 추증

## 가계 및 자손
※특별히 주기가 없는 경우 『손피빈먀쿠』(尊卑分脈)의 기술에 따라 기술합니다.
- 아버지 : 후지와라노 후사사키(藤原房前)
- 어머니 : 가타노 아손(片野朝臣)의 딸
- 처 : 후지와라노 우마카이(藤原宇合)의 딸
  - 아들 : 후지와라노 다카토리(藤原鷹取, ?-784)
  - 아들 : 후지와라노 와시토리(藤原鷲取)
  - 셋째 아들 : 후지와라노 스에나리(藤原末茂)
- 처 : 쓰마모리 씨(津守氏)
  - 다섯째 아들 : 후지와라노 후지나리(藤原藤成, 776-822)
- 생모가 확실하지 않은 자녀
  - 아들 : 후지와라노 마와시(藤原真鷲)[10](또는 真鷹、直鷹라고도 한다)[11]
  - 딸 : 후지와라노 오구로마로(藤原小黒麻呂)의 부인
  - 딸 : 후지와라노 나가미치(藤原長道)의 부인

헤이안 시대에 들어 후지와라노 우오나의 후예들은 지방관 등을 역임하며 중급 귀족으로 자리잡았고 오랫동안 구교의 반열에 오른 사람은 없었으나 스에시게의 먼 후손인 후지와라노 아키스에(藤原顕季)나 그 자손들은 인세이(院政) 시기 인의 근신(院近臣)으로써 급속히 세력을 키웠고, 다시금 구교의 지위를 점하게 되었다. 아키스에의 자손들은 센쇼지류(善勝寺流)라고도 불리며, 적류(嫡流)인 시조 가(四条家)를 비롯해 많은 당상가(堂上家)를 배출했다.
후지와라노 와시토리의 자손들은 가마쿠라 시대(鎌倉時代)에 유력 고케닌(御家人)으로 아키타죠노스케(秋田城介)를 세습했던 아다치 씨(安達氏)나 센고쿠 다이묘(戦国大名)로 유명한 다테 씨(伊達氏) 등 많은 유력 무가(武家)를 배출한다. 한편 다이라노 마사카도(平将門)의 난을 진압한 후지와라노 히데사토(藤原秀郷) 역시 후지와라노 후지나리의 자손을 칭하였으며 히데사토의 자손들 역시 오슈 후지와라 씨(奥州藤原氏)나 유우키 씨(結城氏) ・ 오토모 씨(大友氏) ・ 곤도 씨(近藤氏) 등 많은 유력 무가를 배출하였다.

## 참고 문헌
- 木本好信「光仁朝以降の藤原魚名について」『甲子園短期大学紀要』32、甲子園短期大学、2014年
- 宇治谷孟『続日本紀』（中下巻）、講談社〈講談社学術文庫〉、1995年
- 中川収「左大臣藤原魚名の左降事件」『国学院雑誌』80巻11号、國學院大學、1976年
- 亀田隆之「藤原魚名左降事件」『奈良時代の政治と制度』吉川弘文館、2001年
- 木本好信『藤原北家・京家官人の考察』第四節「藤原魚名」岩田書院、2015年
- 『公卿補任 第一篇』吉川弘文館、1982年
- 『尊卑分脈 第二篇』吉川弘文館、1987年